# Svarttärnan
Svarttärnan är en sjö i Sandvikens kommun i Gästrikland och ingår i Gavleåns huvudavrinningsområde.